# Noyal-sur-Brutz
Noyal-sur-Brutz là một xã thuộc tỉnh Loire-Atlantique, trong vùng Pays de la Loire ở phía tây nước Pháp. Xã này nằm ở khu vực có độ cao trung bình 64 mét trên mực nước biển. Theo điều tra dân số năm 2006 của INSEE, xã có dân số 529 người.
Sông Verzée tạo thành một phần ranh giới phía nam thị trấn.